# داویت ایشخانیان
داویت روبنی ایشخانیان (ارمنی: Դավիթ Ռուբենի Իշխանյան؛ زادهٔ ۲۷ دسامبر ۱۹۶۸) سیاستمدار  ارمنی است. وی که عضو فدراسیون انقلابی ارمنستان است، از اوت تا اکتبر ۲۰۲۳ رئیس مجلس ملی جمهوری آرتساخ بود. او در سپتامبر ۲۰۲۳ برای مدت کوتاهی به عنوان سرپرست رئیس‌جمهور جمهوری آرتساخ خدمت کرد.
در ۷ اوت ۲۰۲۳، ایشخانیان به عنوان رئیس مجلس شورای ملی انتخاب شد. بر اساس ماده ۹۸ قانون اساسی جمهوری آرتساخ، او همچنین ظرف سه روز پس از استعفای رئیس‌جمهور آرائیک هاروتونیان در ۱ سپتامبر به عنوان سرپرست رئیس‌جمهور منصوب شد و آن را تا انتخابات ریاست جمهوری ۲۰۲۳ جمهوری آرتساخ ادامه داد. ساموئل شاهرامانیان جانشین ایشخانیان در آن پست شد.
در ۳ اکتبر ۲۰۲۳، او و سه رئیس‌جمهور سابق جمهوری آرتساخ، آرکادی قوکاسیان، باکو ساهاکیان و آرائیک هاروتیونیان توسط سرویس امنیت دولتی آذربایجان بازداشت و به باکو منتقل شدند. 